# Madeleine Giske
Madeleine Giske (* 14. September 1987 in Nürnberg, Deutschland) ist eine norwegische ehemalige Fußballspielerin. Sie ist die Tochter des ehemaligen norwegischen Profi-Fußballers Anders Giske und wurde während seiner Zeit beim 1. FC Nürnberg geboren.

## Werdegang
Giske nahm 2004 an der U-19-EM teil, bei der Norwegen in der Gruppenphase ausschied. 2006 spielte sie mit der U-21-Mannschaft beim Nordic Cup und erreichte den fünften Platz.
Im März 2006 machte sie mit 18 Jahren ihr erstes Länderspiel und stand im Kader für die WM 2007 in China, bei der sie in zwei Spielen zum Einsatz kam. Aufgrund eines Kreuzbandrisse im Juni 2008 konnte sie nicht an den Olympischen Spielen in Peking und der Europameisterschaft in Finnland teilnehmen. 2010 wurde sie wieder für die Nationalmannschaft berücksichtigt und stand im Kader für die WM 2011 in Deutschland. Beim Vorrundenaus der norwegischen Mannschaft in ihrem Geburtsland kam sie in zwei Spielen zum Einsatz. Ihre letzten Länderspiele bestritt sie beim Algarve-Cup 2012.